# Гущин, Александр Александрович
Александр Александрович Гущин — российский математик, доктор физико-математических наук, профессор МГУ, ведущий научный сотрудник МИРАН им. В. А. Стеклова.
Родился в 1958 г.
Окончил механико-математический факультет МГУ (1979, кафедра теории вероятностей) и аспирантуру МИРАН (1982, ученик А. Н. Ширяева).
В 1983 году защитил кандидатскую, в 1997 году — докторскую диссертацию на тему «Исследования по теории семимартингалов и их статистике».
С 1982 г. работает в Математическом институте (МИРАН им. В. А. Стеклова), в настоящее время — ведущий научный сотрудник Отдела теории вероятностей и математической статистики.
С 1998 года по совместительству профессор кафедры теории вероятностей МГУ, читает спецкурс «Стохастический анализ в статистике случайных процессов» и ведет спецсеминар по этой тематике; руководит курсовыми и дипломными работами студентов, а также аспирантами.
Область научных интересов: стохастическое исчисление, теория мартингалов, статистика случайных процессов, статистическая теория информации, финансовая математика.
Научные результаты:
- ввёл понятие слабой предсказуемости и нашёл соответствующие разложения Дуба — Мейера для случайных полей; развил теорию стохастического интегрирования по сильным мартингалам;
- для параметрических статистических моделей на пространствах с фильтрацией исследовал структуру производной логарифма процесса отношения правдоподобия, получил информационные неравенства типа Рао — Крамера.
- исследовал задачу оценивания параметров по наблюдениям за решениями стохастических дифференциальных уравнений с запаздыванием;
- развил теорию предельных теорем для процессов отношения правдоподобия.

Опубликовал 49 статей, 1 книгу (2015 Stochastic calculus for quantitative finance Gushchin Alexander A. место издания ISTE, Elsevier, ISBN 978-1-78548-034-8, 208 с.), прочитал 34 доклада на конференциях.
Полный список публикаций http://www.mi.ras.ru/index.php?c=pubs&id=17972&showmode=years&showall=show&l=0